# Torre del Río de Oro
La Torre del Río de Oro, coneguda popularment com la Torre del Loro (deformació típica del dialecte andalús), és una torre alimara declarada Bé d'Interès Cultural, situada al límit del terme municipal de Palos de la Frontera, confrontant amb el d'Almonte. La seva denominació dona nom a la platja de Torre del Loro, que té la curiositat de trobar-se en el límit de quatre municipis: Almonte, Lucena del Puerto, Palos de la Frontera i Moguer de la província de Huelva (Espanya).
Es troba en ruïnes al costat de la desembocadura d'un rierol, entre la riba de l'oceà Atlàntic i els peus del penya-segat.

## Història
La torre es citava a inicis del segle com una poderosa talaia. La seva ubicació al costat de la riba i en la desembocadura d'un rierol no creen majors problemes fins a mitjans del segle xvi, necessitant fins llavors sol arranjaments menors a la seva fàbrica.
Un informe de Pedro Mateos de 1748 conté els greus danys que un temporal va causar en els fonaments de la torre, amenaçant amb arruïnar fins a un terç d'aquests. En la dècada precedent uns temporals havien despullat els fonaments de la torre, causant alarma, però un altre temporal va cobrir el buit obert pel primer. Totes dues reparacions tenien la complicació tècnica de reforçar els fonaments sobre ferm d'una torre situada sobre la sorra i completament envoltada per la mar en plenamar. La solució emprada va ser crear un folre de carreus de pedra sedimentària local fins als set metres d'alçada.
El 1756 s'aprecia com a inevitable la ruïna de la torre a llarg termini pel seu emplaçament, envoltada d'aigua i només accessible en baixamar. Les reformes realitzades els anys anteriors, tanmateix, facilita que el 1764 sigui observada en bon estat.
En 1827 encara figura com a torre activa al Diccionari geogràfic-estadístic d'Espanya i Portugal de Sebastián Miñano, encara que el 1867 apareix ja com en ruïnes en els mapes de la costa.